# Maple Ridge (Ohio)
Maple Ridge – jednostka osadnicza w USA, w stanie Ohio, w hrabstwie Mahoning. Według danych z 2000 roku miejscowość miała 910 mieszkańców.